# Geosite Goudberg

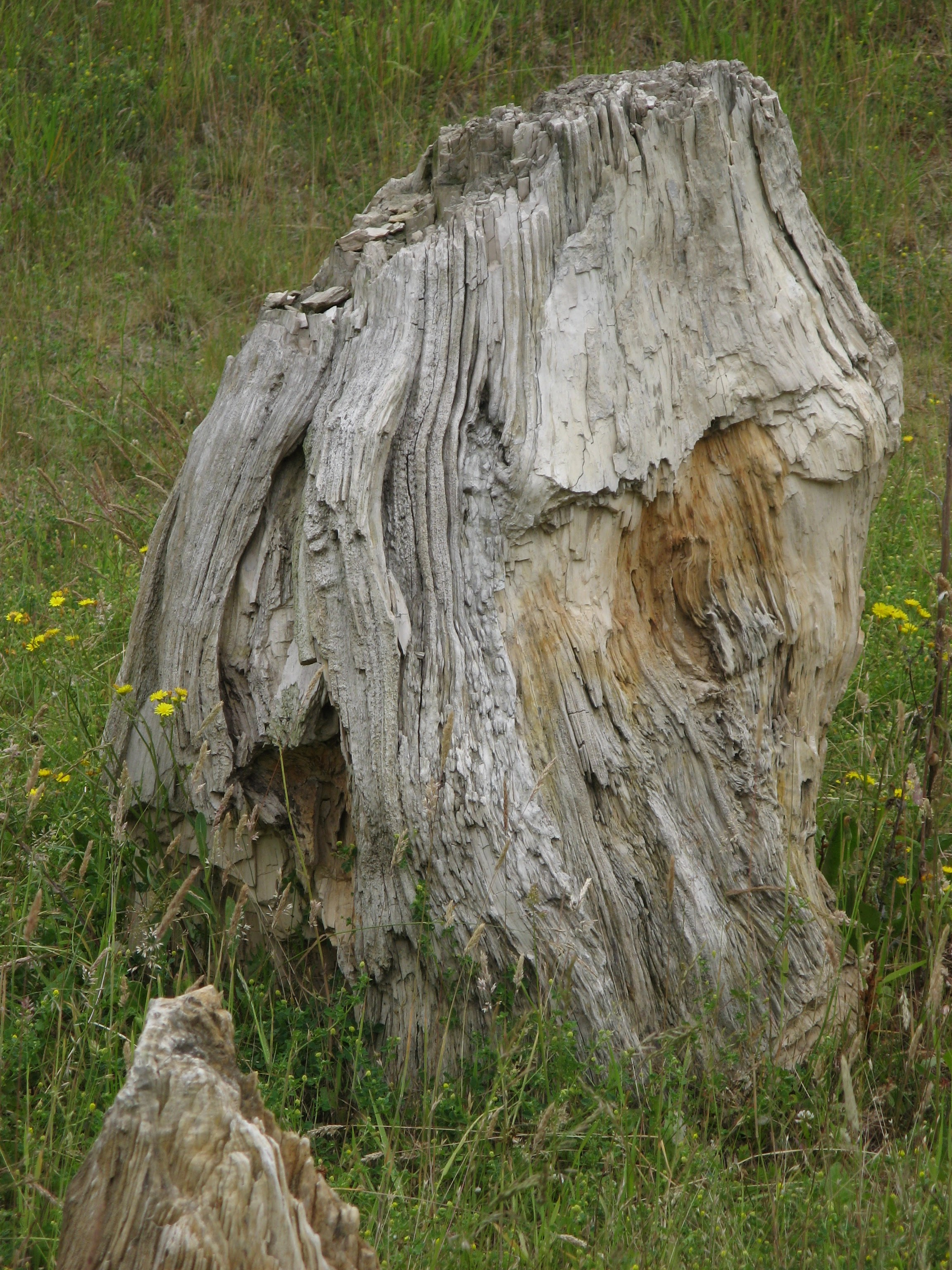
Versteende boomstam op de Geosite Goudberg

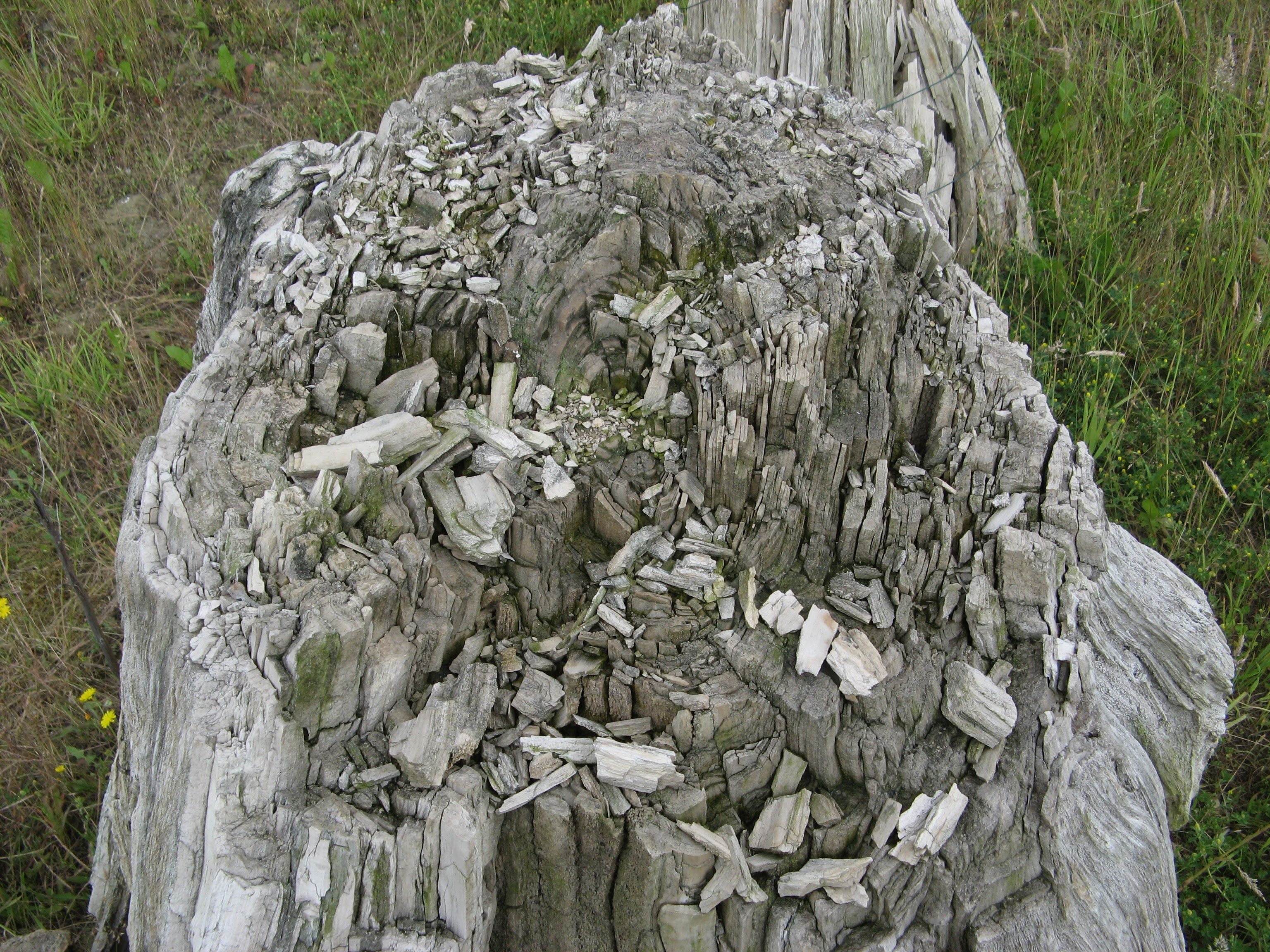
Versteende boomstam op de Geosite Goudberg

Geosite Goudberg is een educatief tentoonstellingspark te Hoegaarden in België. In het park bevindt zich een versteend bos van moerascipressen uit het Paleoceen dat door zijn omvang uniek is in West-Europa. Het biedt een overzicht van 55 miljoen jaar geologische geschiedenis.
Bij de aanleg van de E40 in 1970 kwamen tientallen versteende bomen aan het licht in Hoegaarden. Er was op dat moment niet genoeg tijd om de bomen te redden. Bij de voorstudie van de hogesnelheidslijn Brussel-Keulen langs de autosnelweg in begin jaren 90 kon men wel de nodige maatregelen treffen.
In maart 2000 werden de versteende bomen uit de klei- en siltlaag vrijgegraven. Twee grote bomen verhuisden naar het Koninklijk Belgisch Instituut voor Natuurwetenschappen in Brussel; een ander fors exemplaar belandde in het Museum Naturalis in Leiden.
Heel de boom is als het ware omgevormd tot een stenen versie van zichzelf, waarbij de interne kenmerken van het hout bewaard zijn gebleven. Dat langzaam proces heet silicificatie of verkiezeling.
De versteende bomen zijn overblijfselen van een 54,9 miljoen jaar oud subtropisch moerasbos. In Overlaar, Oorbeek en Wommersom zijn gelijkaardige resten van fossiele bomen gevonden. Het bos had bijgevolg een aanzienlijke omvang.
Microscopisch onderzoek van de boomstructuur heeft uitgemaakt dat deze bomen overblijfselen zijn van moerascipressen. Verwante soorten groeien nu nog in moerassen in de Verenigde Staten (Florida en Georgia) en in China en Vietnam. In de Verenigde Staten vindt men de Taxodium, in China en Vietnam de Glyptostrobus.